# Aloe decora
Aloe decora é uma espécie de liliopsida do gênero Aloe, pertencente à família Asphodelaceae.